# Winfried Gödert
Winfried Gödert (* 3. Mai 1950 in Dortmund) ist ein deutscher Bibliothekar und Hochschullehrer im Bereich Bibliotheks- und Informationswissenschaft.

## Leben und Wirken
Winfried Gödert studierte Mathematik und Physik an der Universität Dortmund und legte dort 1975 seine Prüfung zum Diplom-Mathematiker ab. Als Bibliotheksreferendar an der Universitätsbibliothek Kaiserslautern trat er 1976 in die Ausbildung für den höheren Bibliotheksdienst ein und absolvierte die Fachprüfung hierfür 1978 am Bibliothekar-Lehrinstitut des Landes Nordrhein-Westfalen ab. Von 1979 bis 1985 war er dann als wissenschaftlicher Bibliothekar an der Universitätsbibliothek Kaiserslautern tätig. Im Jahre 1985 übernahm er eine Professur an der Fachhochschule Hamburg im Fachbereich Bibliothekswesen, die er bis 1990 innehatte. 1990 wechselte er als Professor an die  	Fachhochschule für Bibliotheks- und Dokumentationswesen (später Fachhochschule Köln und Technische Hochschule Köln), wo er seither im Fachbereich Informations- und Kommunikationswesen, Institut für Informationswissenschaft, forscht und lehrt.
In seinen zahlreichen Veröffentlichungen beschäftigt sich Gödert mit der Sacherschließung und Klassifikation in Bibliotheken, dem Information Retrieval und weitere Fragen der Informations- und Kommunikationswissenschaft.

## Veröffentlichungen
- Verbale Sacherschließung im Bereich Mathematik. In: Bibliothek. Forschung und Praxis, Bd. 3 (1979), S. 170–190.
- Gegenwart und Zukunft der bibliothekarischen Sacherschließung. Gedanken unter Berücksichtigung des EDV-Einsatzes. In: Libri, Bd. 31 (1981), S. 30–56.
- Probleme und Nutzen kooperativer Inhaltserschließung. In: Libri, Bd. 37 (1987), S. 25–37.

- Klassifikationssysteme. Theorie und Anwendung für Buchaufstellung in wissenschaftlichen Bibliotheken, systematische Kataloge, Bibliographien und Online-Retrieval. Zwei Teile (= Materialien zur Inhaltserschließung, Bd. 4,1 u 4,2). Fachhochschule Hamburg/Fachbereich Bibliothekswesen 1989.
- Zum Berufsbild des Fachreferenten an wissenschaftlichen Bibliotheken. In: Jürgen Hering (Hrsg.): Etatkürzungen und Öffentlichkeitsarbeit. Bibliotheken im Umbruch? (= Zeitschrift für Bibliothekswesen und Bibliographie, Sonderhefte, Bd. 38). Klostermann, Frankfurt/M. 1983, S. 175–188, ISBN 3-465-01566-5.
- Bibliothekarische Klassifikationstheorie und on-line-Kataloge. In: Bibliothek. Forschung und Praxis, Bd. 11 (1987), S. 152–166.
- Klassifikationssysteme und Onlinekatalog. In: Zeitschrift für Bibliothekswesen und Bibliographie, Bd. 34 (1987), S. 185–195.
- Online-Katalog und bibliothekarische Inhaltserschließung. In: Yorck Alexander Haase (Hrsg.): Reden und Vorträge 77. Deutscher Bibliothekartag in Augsburg 1987 (= Zeitschrift für Bibliothekswesen und Bibliographie, Sonderhefte, Bd. 46). Klostermann, Frankfurt/M. 1988, S. 279–302, ISBN 3-465-01827-3.
- Regeln für den Schlagwortkatalog (RSWK) (= Materialien zur Inhaltserschließung, Bd. 3). Fachhochschule Hamburg/Fachbereich Bibliothekswesen 1989.
- Bibliothekarisches Fachhochschulstudium im veränderten Umfeld. In: Bibliotheksdienst, Bd. 23 (1989), S. 1027–1048.
- Facettenklassifikation im Online-Retrieval. In: Bibliothek. Forschung und Praxis, Bd. 16 (1992), S. 382–395.
- Multimedia-Enzyklopädien auf CD-ROM. Eine vergleichende Analyse von Allgemeinenzyklopädien (= Informationsmittel für Bibliotheken, Beiheft 1). Deutsches Bibliotheksinstitut, Berlin 1994, ISBN 3-87068-541-7.
- Inhaltliche Dokumenterschließung, Information, Retrieval und Navigation in Informationsräumen. In: Zeitschrift für Bibliothekswesen und Bibliographie, Bd. 42 (1995), S. 137–155.
- (mit Jörg Feierabend): Computer Based Training zur Einführung in die Benutzung elektronischer Informationsmittel. In: Sabine Wefers (Hrsg.): Die Herausforderung der Bibliotheken durch elektronische Medien und neue Organisationsformen (= Zeitschrift für Bibliothekswesen und Bibliographie, Sonderhefte, Bd. 63). Klostermann, Frankfurt/M. 1996, S. 39–50, ISBN 3-465-02850-3.
- (mit Klaus Lepsky): Semantische Umfeldsuche im Information Retrieval in Online-Katalogen (= Kölner Arbeitspapiere zur Bibliotheks- und Informationswissenschaft, Nr. 7). Köln 1997.
- Bibliothekare in der Informationsgesellschaft. Kompetenzträger für eine Wissensgesellschaft. In: Laurentius, Bd. 16 (1999), S. 2–15.
- Evaluation elektronischer Informationsmittel (= Kölner Arbeitspapiere zur Bibliotheks- und Informationswissenschaft, Nr. 23). Köln 2000.
- Ein informationstheoretisches Paradigma für bibliothekarisches Handeln. In: Askan Blum (Hrsg.): Bibliothek in der Wissensgesellschaft. Festschrift für Peter Vodosek. Saur, München 2001, S. 389–403, ISBN 3-598-11567-9.
- Der konstruktivistische Ansatz für Kommunikation und Informationsverarbeitung. In: Wolfenbütteler Notizen zur Buchgeschichte, Bd. 27 (2002), S. 199–218.
- Zwischen Individuum und Wissen. Computergestützte Schnittstellen für ein Lernen der Zukunft. In: Achim Puhl (Hrsg.): Bibliotheken und die Vernetzung des Wissens. Bertelsmann, Bielefeld 2002, S. 119–132, ISBN 3-7639-1838-8.
- Die Google-Gesellschaft. In: Zeitschrift für Bibliothekswesen und Bibliographie, Bd. 52 (2005), S. 343–348.
- (mit Klaus Lepsky u. Matthias Nagelschmidt): Informationserschließung und automatisches Indexieren. Ein Lehr- und Arbeitsbuch. Springer, Heidelberg 2012, ISBN 3-642-23512-3.
- (mit Jessica Hubrich u. Matthias Nagelschmidt): Semantic knowledge representation for information retrieval. De Gruyter Saur, Berlin 2014, ISBN 978-3-11-030477-0.
- (mit Klaus Lepsky): Informationelle Kompetenz. Ein humanistischer Entwurf. De Gruyter Saur, Berlin 2019, ISBN 978-3-11-061738-2.